# Upper Providence Township (Delaware County, Pensilvania)
Upper Providence Township ist eine Township in Delaware County im US-Bundesstaat Pennsylvania und gehört zur Metropolregion Delaware Valley.

## Geographie
Nach Angaben der United States Census Bureau hat die Gemeinde eine Gesamtfläche von 15 km², von denen 14,5 km² Land und 0,5 km² Wasser ist. Die Township liegt auf einer Höhe von 101 Metern. Der Rose Tree Park liegt geografisch im Township, wird aber von Delaware County verwaltet.

### Nachbargemeinden
- Newton Township im Norden
- Marple Township im Osten
- Media im Süden
- Middletown im Südwesten
- Edgmont im Nordwesten

### Klima
Upper Providence Township im Staat Pennsylvania liegt in der gemäßigten Klimazone. Die durchschnittliche Jahreshöchsttemperatur beträgt 28,2 Grad Celsius im Juli und die durchschnittliche Jahrestiefsttemperatur im Januar und Februar −6 Grad Celsius.

## Geschichte

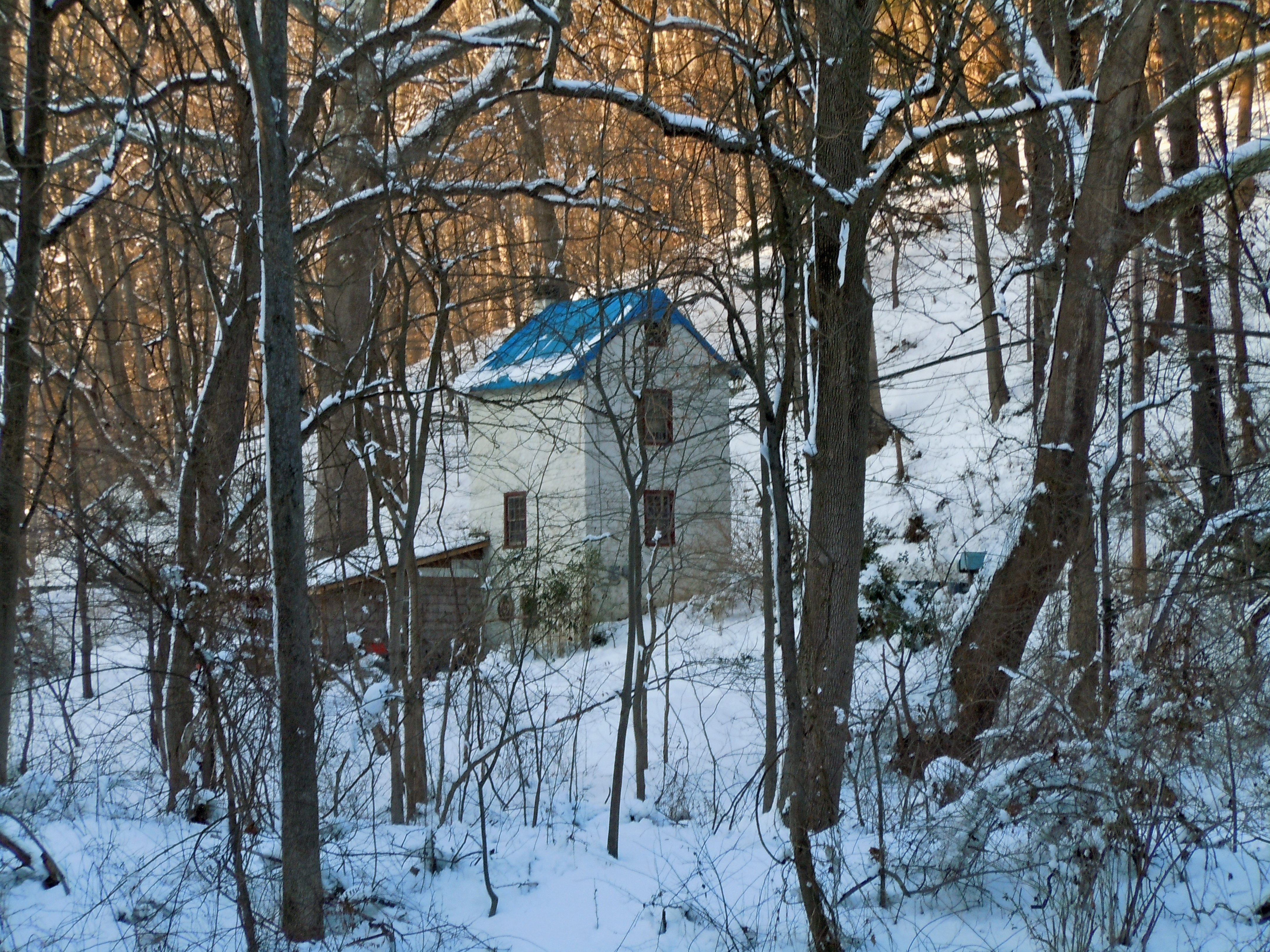
Ehemalige Arbeiterhütte im Ridley Creek State Park

1683 wurde das Gebiet erstmals durch europäische Siedler besiedelt. Ursprünglich nannte sich die Gemeinde „Providence Township“, wurde 1987 dann aber in Neether Providence Township und Upper Providence Township geteilt. 1850 bildete sich aus Gebieten beider Townships die Gemeinde Media heraus.
Das Gebiet war ursprünglich landwirtschaftlich geprägt, was sich auch durch den Bau einer großen Anzahl an Mühlen zeigt. 1787 wurde vom Quäker James Turner die Blue Hill School gegründet. Die Union Library eröffnete 1813 und hatte 30 Jahre später bereits über 800 Bücher.
1739 wurde die Old Rose Tree Tavern eröffnet, welche gerade im 19. Jahrhundert zum sommerlichen Reiseziel der Bewohner Philadelphias wurde. Steeplechnase und Fuchsjagden wurden damals von dem „Rose Tree Hunt Club“ betrieben.

## Bevölkerungsentwicklung
Die ersten Siedler waren Schweden, Waliser und englische Quäker. Ähnlich wie in Marple Township stieg die Besiedlung erst nach Ende des Zweiten Weltkrieges an, bzw. hat sich seitdem mehr als verdoppelt. Dies hängt mit der zunehmenden Verbreitung des Automobils, dem damit einhergehenden Ausbau der Straßen und die Anbindung an den öffentlichen Personennahverkehr einher.

## Tourismus, Freizeit und Erholung

### Freizeit und Erholung im Gebiet des Townships
Die Township betreibt folgende Parks:
- Cherry Street Field
- Rose Tree Park
- Ridley Creek State Park
- Weldon Street Tot Lot
- Houtman Park
- Ray Roche Park
- Louis Scott Park
- Berman Park

## Wirtschaft und Verkehr

### Verkehr
Das Straßensystem besteht aus einer großen Menge an lokalen Straßen, sowie einzelnen Hauptverkehrsstraßen des Delaware County, sowie des Bundesstaates Pennsylvania. So führen z. B. Die United States Route 1 und die Pennsylvania Route 252 durch die Township.
Der nächste Flug- und Seehafen befinden sich im nahe liegenden Philadelphia.

### Unternehmen und Einzelhandel
Die Wirtschaft von Upper Providence Township besteht überwiegend aus Einzelhandel und ortsansässigen Unternehmen des Mittelstandes sowie Kleinunternehmen.

### Medien
Die lokale Tageszeitung ist die „Delaware County Daily Times“, ehemals die „Chester Times“. Ein weiteres Tagesblatt ist die „News of Delaware County“. Aufgrund der Nachbarschaft zur Großstadt hat auch der „Philadelphia Inquirer“ eine wichtige Bedeutung für die Region.
Weiterhin gibt es die Radiosender WGMD auf 92,7 FM und WCNL Cool auf 101,3 FM.

## Infrastruktur

### Schulen
Upper Providence Township gehört zum Rose Tree Media School District. Die dazugehörigen Schulen sind:
- Penncrest High School
- Springton Lake Middle School
- Glenwood Elementary School
- Indian Lane Elementary School
- Media Elementary School
- Rose Tree Elementary School